# Pinacoteca Civica (Pieve di Cento)
La Pinacoteca civica Graziano Campanini è un museo italiano, che ha sede a Pieve di Cento, in provincia di Bologna, presso il centro culturale "Le Scuole", dove su una superficie di 2460 m² sono esposte oltre 1000 opere di arte antica, moderna e contemporanea.
La pinacoteca è dedicata a Graziano Campanini, promotore del progetto del sistema museale cittadino.

## Sede
La pinacoteca di Pieve di Cento è stata inaugurata nel 1980 presso il settecentesco Palazzo Mastellari, nella piazza principale del paese. Nel 1989, grazie ad una serie di donazioni, si è assistito ad un importante sviluppo dell'esposizione. Il palazzo è stato colpito dal sisma del 2012, sono stati pertanto necessari lavori di ristrutturazione per mettere in sicurezza la mostra.
A seguito di un importante lavoro di ristrutturazione delle ex Scuole elementari iniziato nel corso del 2020, il 4 settembre 2021 la pinacoteca è stata trasferita presso il nuovo centro culturale "Le Scuole", che oltre a custodire più di 1000 opere dal 1300 ad oggi, è anche la nuova sede della biblioteca comunale la quale custodisce 28.000 volumi, 20 periodici, 88 posti studio e archivi storici del fondo dei Padri Scolopi.

## Esposizione

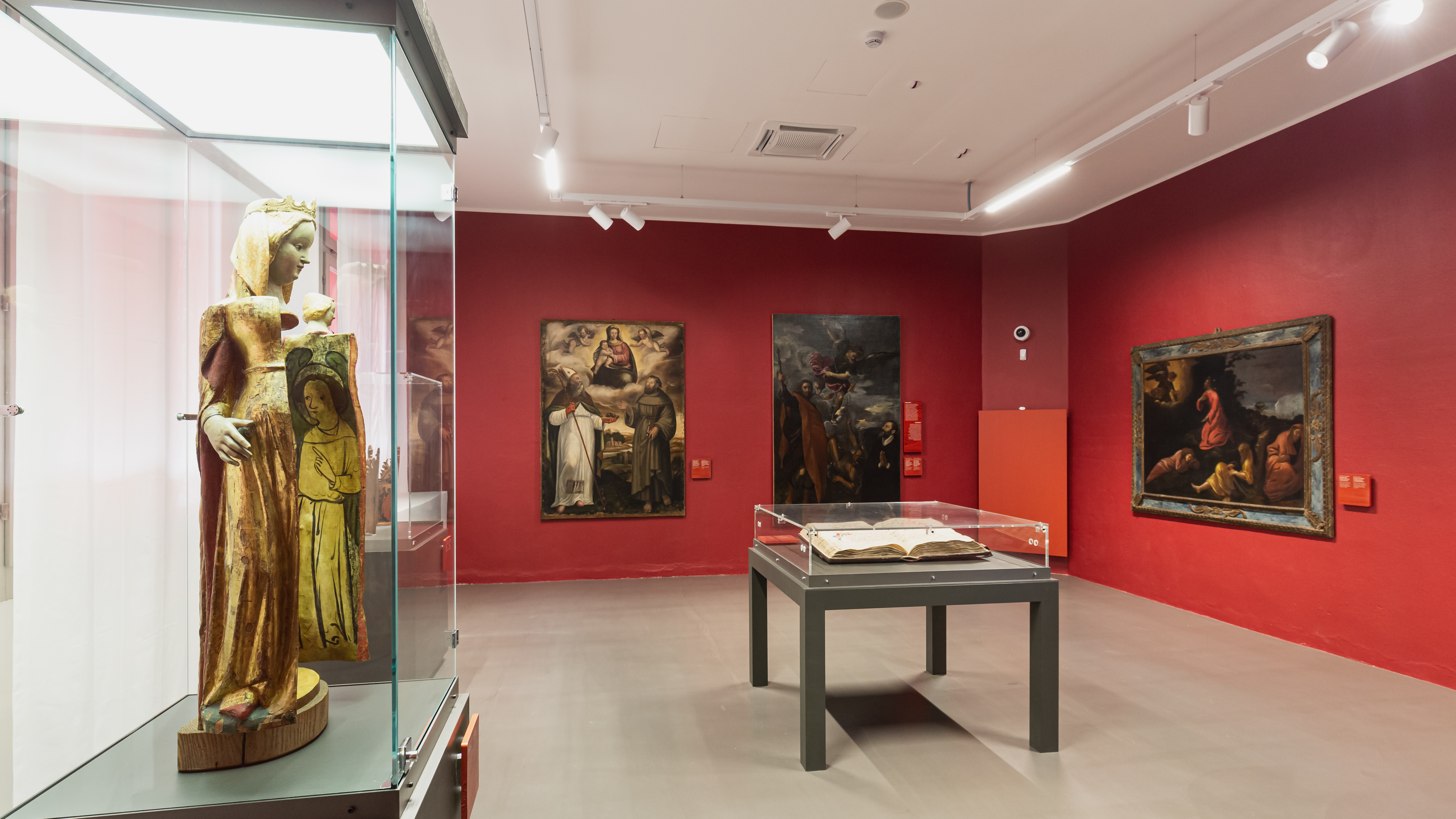
Una sala

La collezione di arte antica comprende opere che risalgono fino al XIV secolo. Tra queste sono presenti: una statua lignea che rappresenta la Madonna con Bambino, una scultura-reliquiario di origine spagnola portata a Pieve, probabilmente, da un pellegrino e dorata nel 1452 da Marco Zoppo; un antifonario chiamato Codice A che era stato acquisito dalla collegiata nel XV secolo; e il dipinto dello Scarsellino rappresentante San Michele Arcangelo combatte contro Satana.

## Opere principali
- Ambito bolognese, Codice "A", antifonario diurno dalla Prima Domenica di Avvento al Sabato Santo
- Simone di Filippo detto dei Crocifissi, Altarolo
- Ambito spagnolo (dorato da Marco Zoppo), Madonna con Bambino
- Iacob de Hase, Sant'Elena che ritrova la vera Croce con San Lorenzo e San Macario
- Ippolito Scarsella detto lo Scarsellino, San Michele Arcangelo combatte contro Satana con San Giacomo il maggiore e Alessandro Mastellari
- Benedetto Zallone, Apparizione della Madonna con Bambino a San Pietro, San Francesco d'Assisi, Sant'Orsola e la committente
- Matteo Loves, Creazione di Adamo
- Giovanni Battista Monti, Battesimo di Cristo

## Galleria d'immagini

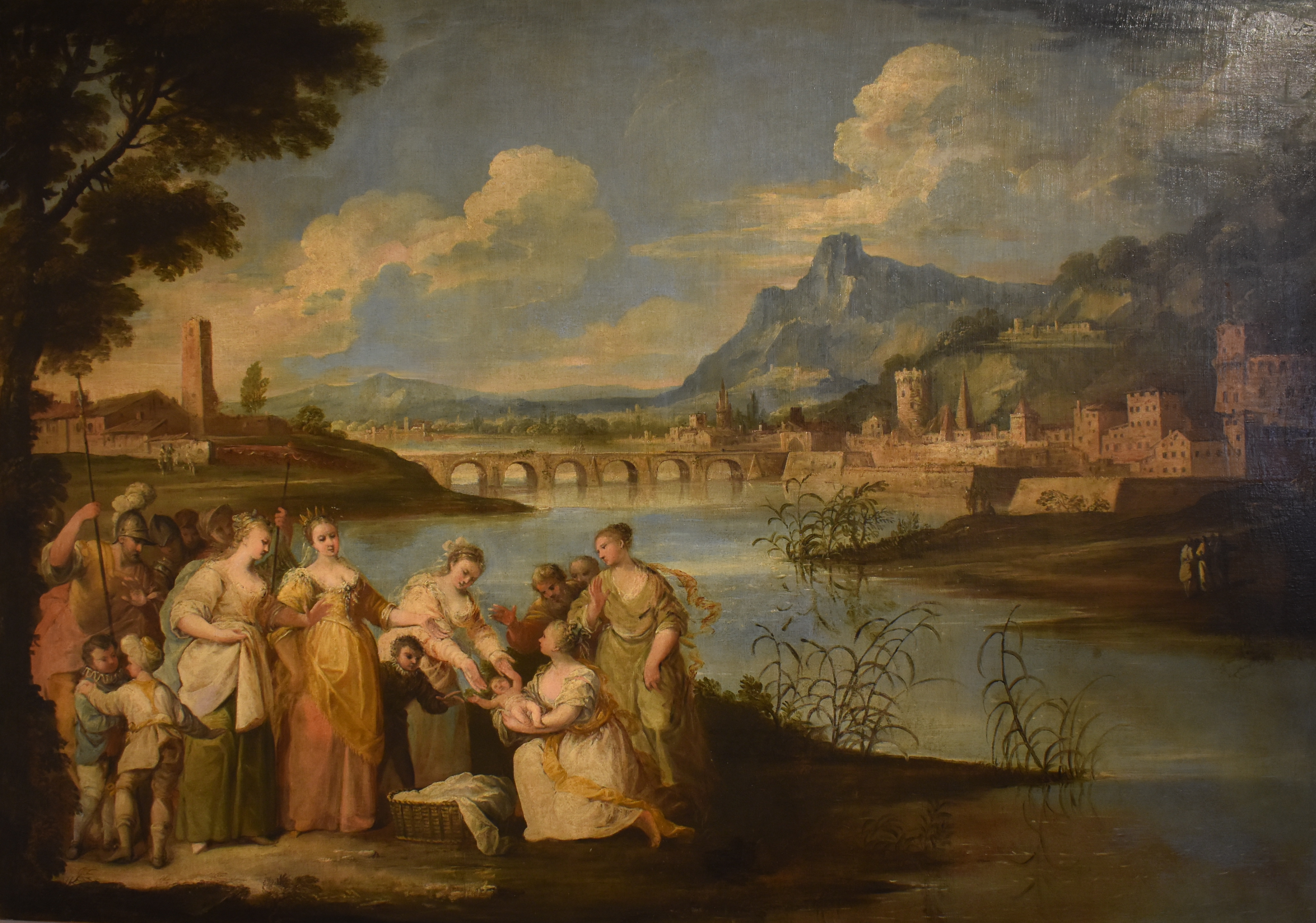
Giuseppe Zola, ritrovamento di Mosè
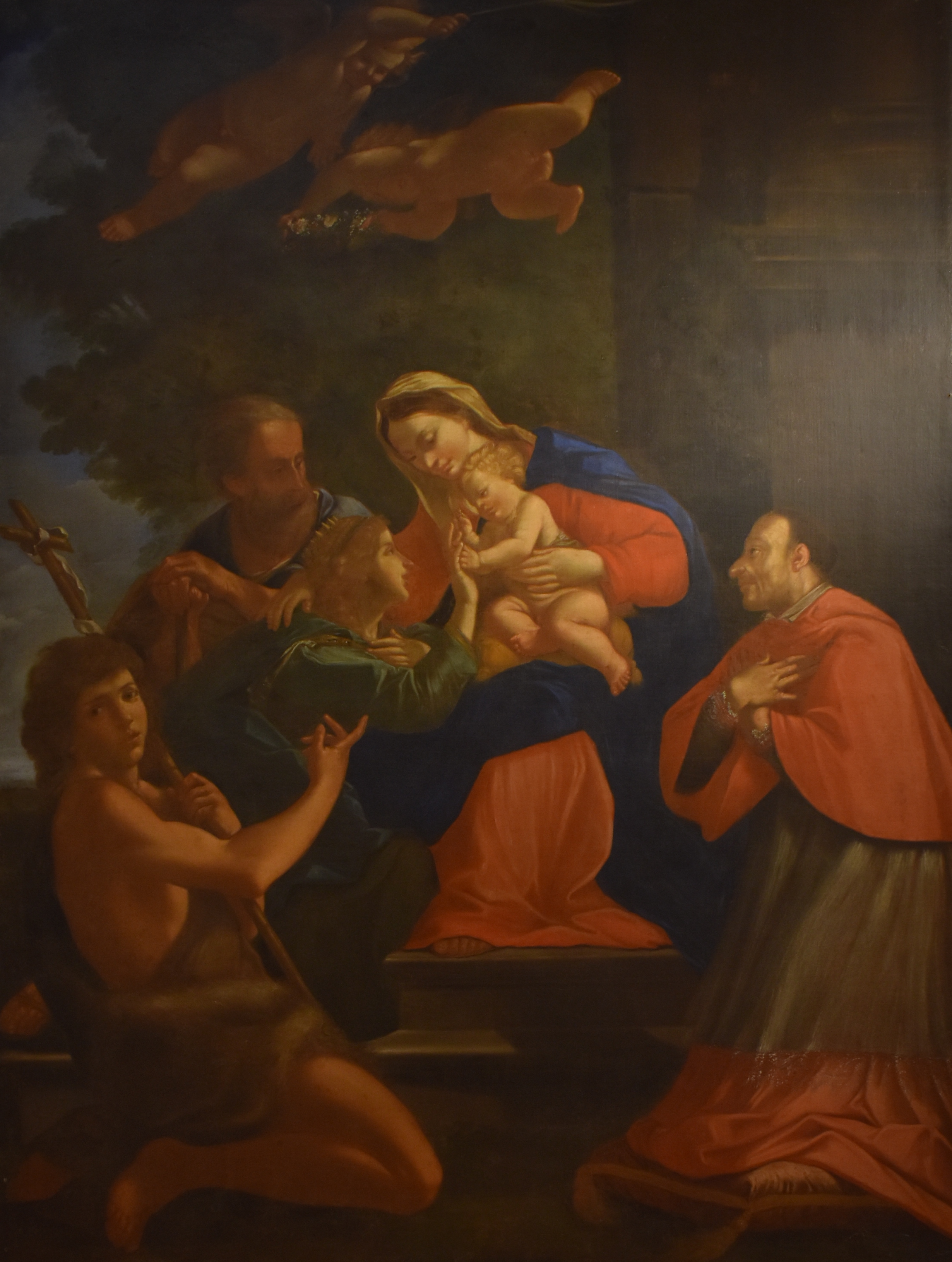
Aureliano Milani, Matrimonio mistico di Santa Caterina d'Alessandria
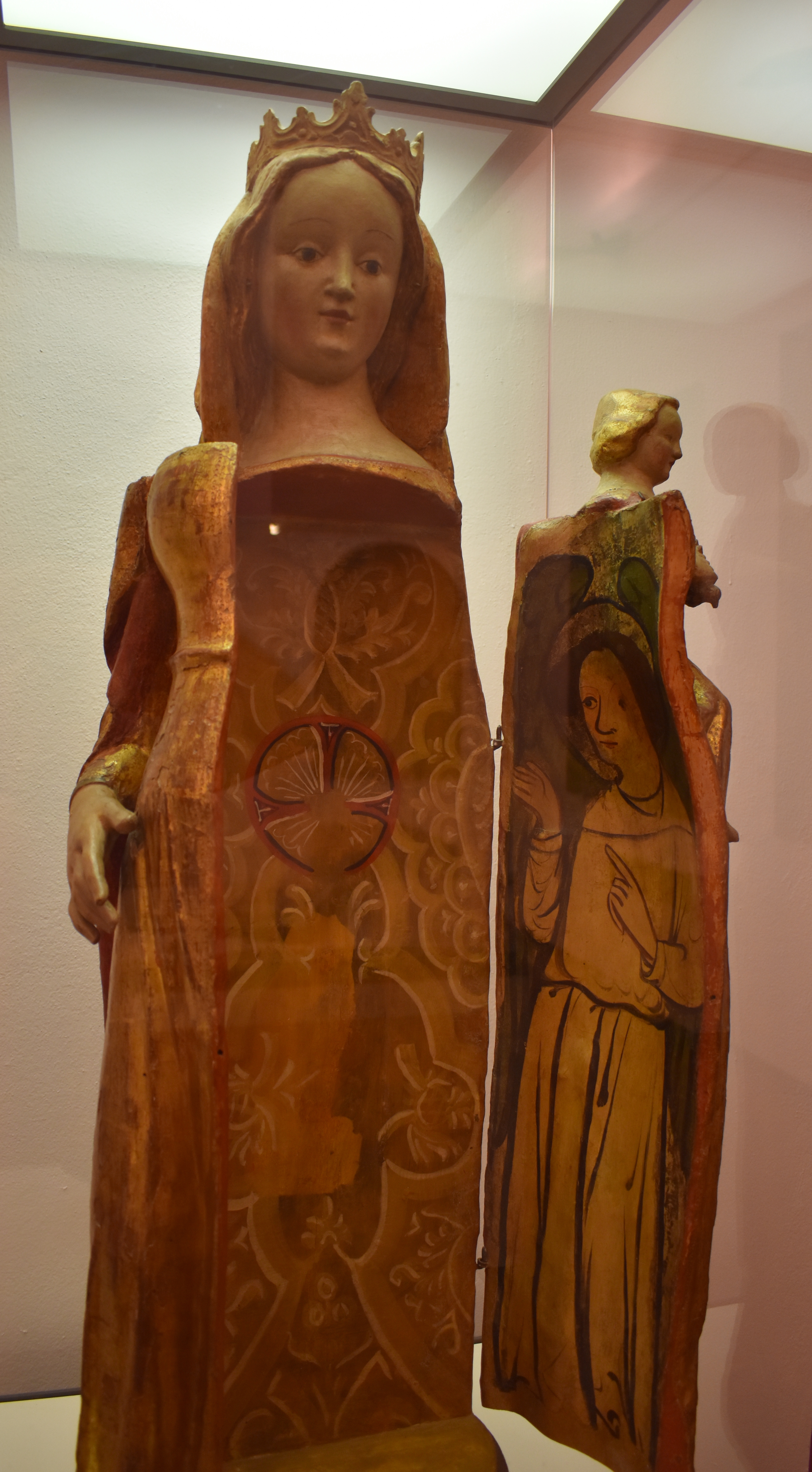
Anonimo, Madonna con Bambino
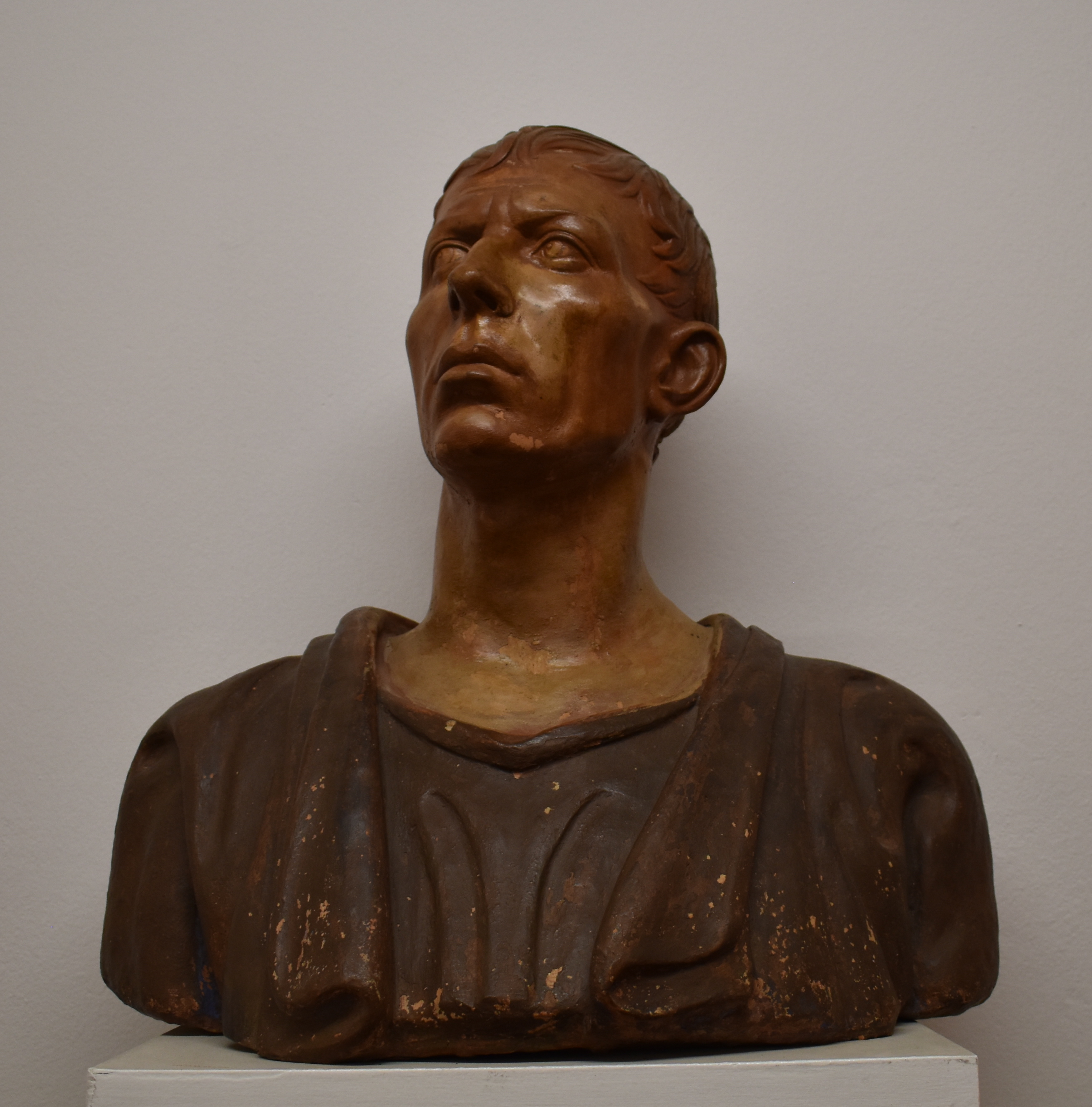
Antonio Alberghini, Il pastore